# 高階基章
高階 基章（たかしな の もとあき）は、平安時代末期の廷臣。

## 概要
外叔父の木工頭・高階為章の養子となり高階姓を名乗るが、実父は醍醐源氏の但馬守・源家実。紫式部は4代前の先祖となる。同母兄弟に白河天皇の近臣で乳母子の藤原国明の養子となった為忠がいた。
保延2年（1136年）正月に右近衛将監に任じられるが康治元年（1142年）12月に子の為泰に近衛将監を譲る。生没年は不詳だが母方の従兄弟の源顕親が1088年生まれ、父方の伯父の源高実が1046年生まれなので1070年代後半～1080年代の生まれと思われる。
詳しい事跡は不明だが、娘が平清盛の正室となり、保延4年（1138年）に嫡男・重盛を、翌年には次男・基盛を産んでいる。平氏棟梁として昇進を重ねる清盛に対し、正六位相当の官職である右近衛将監に就いていたとするとかなり身分が低いことになる。
清盛が中務大輔として朝廷の公事に従事する際に近衛将監が関与しており職務上基章と接点があった事と、基章の親戚が白河院や鳥羽院の院近臣として力をつけておりまた院近臣に嫁いでいた人物もいた事での人脈も理由にあったと思われる。また清盛異母弟の平経盛の外伯父の源成雅と基章の母が姉妹同士な事や清盛の叔母の若狭局こと平政子の夫が基章の又従兄弟の澄雲であった事、基章の父方の従兄弟の源雅職の娘が藤原顕頼の妻妾の1人であった縁で時子の異母妹で顕頼の外孫の平滋子の乳母となり、時子や時信と出会った可能性もある。

## 系譜
醍醐天皇－有明親王－源守清－源高雅－源行任－源高房－源家実－高階基章
- 父：源家実
- 母：高階為家の娘
- 養父：高階為章
- 妻：况 - 御厨子所得選[注釈 5]
- 生母不明
  - 男子：高階為泰
  - 女子：平清盛室